# 2e bataillon étranger de parachutistes
Le 2e bataillon étranger de parachutistes est une unité dissoute de la Légion étrangère.

## Histoire

### Création
Le bataillon est fondé le 1er octobre 1948.

### Batailles
Le bataillon combat au Cambodge, en Cochinchine, à Annam et au Tonkin.

### Dissolution
Revenu en Algérie, le 2e BEP devient le 2e régiment étranger de parachutistes le 1er décembre 1955.